# Gunicorn
Gunicorn(jee-unicorn 또는 gun-i-corn으로 발음)은 파이썬 웹 서버 게이트웨이 인터페이스(WSGI) HTTP 서버이다. 루비의 유니콘 프로젝트로부터 이식된 포크 이전(pre-worker) 워커 모델이다. Gunicorn 서버는 수많은 웹 프레임워크과 드넓게 호환된다. Nginx와 기능 면에서 상호 보완적 관계에 있어서 함께 묶어 사용하는 경우가 많다.